# Kiddington
Kiddington – wieś w Anglii, w hrabstwie Oxfordshire, w dystrykcie West Oxfordshire. Leży 20 km na północny zachód od Oksfordu i 99 km na północny zachód od Londynu. W 2011 roku miejscowość liczyła 167 mieszkańców.